# Livsform (etnologi)
 For alternative betydninger, se Livsform. (Se også artikler, som begynder med Livsform)
En livsform forstås i etnologien dels som den måde, hvorpå mennesker skaffer sig deres levebrød, dels den begrebsverden, hvormed de i kraft heraf forholder sig til det omgivende samfund. Inden for livsformsanalysen refererer begrebet livsform således til på den ene side selvreproducerende livsprocesser og dels de forskellige former for liv, der kan være reproducerbare inden for en given samfundsmæssig helhed.

## Levevilkår
Man skelner i etnologisk henseende mellem følgende levevilkårsformer:
1. de rurale levevilkårsform[1], hvortil regnes folk, der lever i landlige omgivelser (eventuelt i landsbyer eller mindre byer) og
2. de urbane levevilkårsform[2], hvortil regnes folk, der lever i større bysamfund (eller hvis tilværelse præges heraf).

## Livsformer
Livsformer opdeles efter folks erhvervsmæssige stilling i:
1. den rurale livsform kendetegnet ved mindre selvstændige uden ansatte.[3] Hertil regnes tillige den småborgerlige livsform, der har de samme træk men udfoldes under urbane levevilkår;
2. den borgerlige livsform kendetegnet ved flere ansatte, som man i reglen ikke har noget personligt forhold til;[4]
3. karrierelivsformen kendetegnet ved mennesker, der nok er ansatte men dog ikke har stærkere tilknytning til deres arbejdsplads end, at de til enhver tid er villige til at skifte den ud med en anden ved forventning om bedre løn- og ansættelsesvilkår[5];
4. arbejderlivsformen kendetegnet ved mennesker i lønnet arbejde uden særlig villighed til at skifte arbejde[5];
5. the down and out-livsformen kendetegnet ved folk uden fast arbejde men levende af offentlig understøttelse og forsorg.[6]

## Neokulturation
De grundlæggende livsindstillinger kan udfoldes under rurale eller urbane levevilkår. Når folk skifter fra den ene til den anden af disse således, som det skete under urbaniseringen i Danmark i det 20. århundrede, må de tilpasse deres holdninger og forhold til de nye ydre levevilkårsrammer. Denne tilpasning betegnes som neokulturation.